# Aberdeen (Carolina del Nord)
Aberdeen è una città (Town) situata nella Contea di Moore, nella Carolina del Nord. Secondo il censimento del 2007 la popolazione della città era di 5.052 abitanti.

## Geografia fisica
Secondo l'United States Census Bureau la città sorge su un'area di 16 km², dei quali, 16 km² di terraferma e 0,16 km² di acque interne.

## Società

### Evoluzione demografica
Secondo le stime del 2007 in città vi era una popolazione di 5.052 abitanti. Nel 2000 vi erano 1.526 abitazioni e 929 famiglie residenti in città. La densità di popolazione era di 213.1 abitanti per km². Dal punto di vista razziale vi era il 73.03% di bianchi, il 21.76% di uomini di colore, lo 0.94% di Nativi Americani, l'1.21% di asiatici, l'1.76% di uomini di altre razze e l'1.29% di uomini appartenenti a due o più razze.
La popolazione era eterogenea e in città vi era il 22.1% di abitanti con meno di 18 anni, l'8.2% di abitanti dai 18 ai 24 anni, il 30.3% di abitanti dai 25 ai 44 anni, il 21.4%di abitanti dai 45 ai 64 anni e il 18% di abitanti con 65 anni o più. L'età media era di 38 anni. Per ogni 100 donne vi erano 90.1 uomini. Per ogni 100 donne con 18 anni o più vi erano 85.4 uomini.
Il guadagno medio per una famiglia in città era di $42,383. Gli uomini avevano un guadagno medio di $30,906 mentre le donne di $23,403.